# Kanála
Kanála (en grec moderne : Κανάλα) est un village de Kythnos, en Grèce. Selon le recensement de 2011, il compte 24 habitants.
Kanála est situé sur le côté sud-est de l'île. La localité se trouve à 12 km du port de Mérichas, à 10 km de Chóra et à 5 km de Dryopída. Elle est construite sur un cap, entre les plages successives des Antónides, d'Ammoudáki et de Megáli Ámmos et possède l'unique forêt de pins de l'île. Son nom est dû à l'icône et à l'église de la Panagía Kanála.
Elle a été enregistrée pour la première fois en tant que village dans le recensement de 1961 avec six habitants. Administrativement, elle a appartenu jusqu'en 1997 à la communauté de Dryopída, et depuis lors, elle fait partie du dème de Kýthnos (fi).
L'église actuelle de la Panagía Kanála a été construite en 1869 sur le site d'une église antérieure. C'est un lieu de pèlerinage religieux, car on y conserve l'icône homonyme de la Vierge Marie, qui est honorée par l'Église orthodoxe comme une icône miraculeuse. Selon la tradition, elle a été trouvée par des pêcheurs locaux dans l'étroit canal entre Kythnos et Sérifos et est considérée comme l'œuvre du peintre Emmanouíl Skordílis (en),.
Chaque année le 15 août, des célébrations ont lieu dans le village, notamment une procession de l'icône, une reconstitution de sa découverte et un grand festival. Un festival est également organisé le 8 septembre.